# Gazélec Football Club Ajaccio volley-ball
Maillots
Actualités
Le Gazélec Football Club Ajaccio (Volley-Ball) est la section volleyball du club omnisports corse du Gazélec FC Ajaccio, fondée en 1967 et basée à Ajaccio (Corse-du-Sud), évoluant[Où ?] pour la saison 2024-2025 (en Ligue B, deuxième plus haut niveau national ?), ayant évolué en Ligue A jusqu'en 2021.

## Historique
- 1967 : naissance de la section volley du Gazélec Football Club Olympique Ajaccio ;
- 1974 : la section effectue ses premiers déplacements sur le "continent" ;
- 1991 : première apparition en Nationale 3 ;
- 1993 : champion de France de Nationale 3 et accession en Nationale 2 ;
- 1995 : vice-champion de France de Nationale 2 et accession en Nationale 1B ;
- 1997 : vice-champion de France de Nationale 1B et accession en Pro A ;
- 2006 : le GFCO Ajaccio volley termine 14e de Pro A et rétrograde en Pro B ;
- 2007 : vice-champion de France de Pro B et accession en Pro A ;
- 2008 : 14e de Pro A, rétrogradation en Pro B ;
- 2009 : champion de France de Pro B et accession en Ligue A ;
- 2016 : vainqueur de la Coupe de France ;
- 2017 : vainqueur de la Coupe de France, le GFCA préserve son titre.
- 2021: relégation en ligue B
- 2025 : Champion de France de Ligue B

## Palmarès
- Championnat de Pro B
  - vainqueur en 2009 et en 2025
  - vice champion de France en 1997 et 2007
- Nationale 2
  - vice champion de France en 1995
- Nationale 3
  - vainqueur en 1993
- Coupe de France de volley-ball masculin
  - vainqueur en 2016 et 2017
- Supercoupe de France
  - vainqueur en 2016
  - finaliste en 2017

## Bilan par saison
| Saison    | Division | Saison régulière | Phase finale | Coupe de France |
| --------- | -------- | ---------------- | ------------ | --------------- |
| 2018-2019 | Ligue A  | 2e               |              | 1/8             |
| 2017-2018 | Ligue A  | 4e               |              | 1/8             |
| 2016-2017 | Ligue A  | 5e               | 6e           | Vainqueur       |
| 2015-2016 | Ligue A  | 5e               | 4e           | Vainqueur       |
| 2014-2015 | Ligue A  | 6e               | 6e           | 1/8             |
| 2013-2014 | Ligue A  | 2e               | 3e           | 1/8             |
| 2012-2013 | Ligue A  | 10e              | NA           | 2e tour         |
| 2011-2012 | Ligue A  | 12e              | NA           | 1/2             |
| 2010-2011 | Ligue A  | 11e              | NA           | 1/16            |
| 2009-2010 | Ligue A  | 13e              | NA           | 1er tour        |
| 2008-2009 | Pro B    | 1er              | NA           | NP              |
| 2007-2008 | Pro A    | 14e              | NA           | 1/8             |
| 2006-2007 | Pro B    | 3e               | 2e           | 3e tour         |
| 2005-2006 | Pro A    | 14e              | NA           | 1er tour        |
| 2004-2005 | Pro A    | 12e              | NA           | 1/8             |
| 2003-2004 | Pro A    | 9e               | NA           | 1/4             |
| 2002-2003 | Pro A    | 10e              | NA           | 1/8             |
| 2001-2002 | Pro A    | 10e              | NA           | 1/8             |
| 2000-2001 | Pro A    | 12e              | NA           | 1/4             |
| 1999-2000 | Pro A    | 11e              | Qualif.      | 6e tour         |
| 1998-1999 | Pro A    | 10e              | Qualif.      |                 |
| 1997-1998 | Pro A    | 9e               | Play-downs   |                 |

## Historique du logo

Logo jusqu'en 2012.
Logo actuel.

## Effectifs

### Saison 2016-2017
| No                                              | Nom                                             | Date de naissance                               | Taille                       | Poids                        | Poste                        |
| ----------------------------------------------- | ----------------------------------------------- | ----------------------------------------------- | ---------------------------- | ---------------------------- | ---------------------------- |
| 1                                               | Jean-François Exiga                             | 9 mars 1982                                     | 175                          |                              | Libero                       |
| 2                                               | Toafa Takaniko                                  | 29 mai 1985                                     | 194                          |                              | Passeur                      |
| 3                                               | Maxime Bussière                                 | 2 septembre 1987                                | 198                          |                              | Central                      |
| 4                                               | Leonardo Cruz de Miranda                        | 10 mars 1982                                    | 200                          |                              | Réceptionneur-attaquant      |
| 5                                               | Brett Dailey                                    | 11 novembre 1983                                | 199                          |                              | Central                      |
| 6                                               | Florian Lacassie                                | 16 novembre 1990                                | 197                          |                              | Réceptionneur-attaquant      |
| 7                                               | Giórgos Petréas                                 | 16 novembre 1986                                | 201                          |                              | Central                      |
| 8                                               | Ludovic Castard                                 | 18 janvier 1983                                 | 197                          |                              | Attaquant                    |
| 9                                               | Filip Stoilović1                                | 11 octobre 1992                                 | 195                          |                              | Réceptionneur-attaquant      |
| 10                                              | Nikola Mijailović                               | 8 mars 1989                                     | 192                          |                              | Réceptionneur-attaquant      |
| 13                                              | Daniel Petrov                                   | 7 juillet 1991                                  | 192                          |                              | Passeur                      |
| 14                                              | Tommi Siirilä                                   | 8 mai 1993                                      | 203                          |                              | Central                      |
| 15                                              | Sylvain Morgado                                 | 30 janvier 1997                                 | 194                          |                              | Réceptionneur-attaquant      |
| 18                                              | Jovica Simovski                                 | 17 novembre 1982                                | 194                          |                              | Attaquant                    |
|                                                 |                                                 |                                                 |                              |                              |                              |
| Encadrement technique                           | Encadrement technique                           |                                                 | Légende                      | Légende                      | Légende                      |
| Entraîneur : Frédéric Ferrandez                 | Entraîneur : Frédéric Ferrandez                 | Entraîneur : Frédéric Ferrandez                 | : Capitaine                  | : Capitaine                  | : Capitaine                  |
| Entraîneur(s) adjoint(s) : Nikolai Kratchkovsky | Entraîneur(s) adjoint(s) : Nikolai Kratchkovsky | Entraîneur(s) adjoint(s) : Nikolai Kratchkovsky | : Joueur blessé actuellement | : Joueur blessé actuellement | : Joueur blessé actuellement |

| Équipe type : GFCO Ajaccio                                                                                   |
| \| Takaniko · # 2 Mijailović · # 10 Petréas · # 7 Simovski · # 18 Lacassie · # 6 Dailey · # 5 Exiga · # 1 \| |
| Takaniko · # 2 Mijailović · # 10 Petréas · # 7 Simovski · # 18 Lacassie · # 6 Dailey · # 5 Exiga · # 1       |

| Takaniko · # 2 Mijailović · # 10 Petréas · # 7 Simovski · # 18 Lacassie · # 6 Dailey · # 5 Exiga · # 1 |

1 Filip Stoilović arrive en tant que joker médical en janvier 2017.